# Grorud IL
Grorud IL is een Noorse sportclub uit Grorud, een wijk in het noorden van de hoofdstad Oslo. Er worden bij de vereniging voetbal, turnen, tennis en skiën beoefend. De club werd in 1918 opgericht en heeft als kleuren geel-blauw.

## Geschiedenis

### Voetbal
Het standaardelftal van Grorud IL kent zijn geschiedenis in de Noorse amateurreeksen. In 2019 werd voor het eerst promotie bewerkstelligd naar de 1. divisjon. De sportaccommodatie voldeed niet aan de eisen van de Noorse voetbalbond, waardoor de bouw van een nieuwe tribune voor bijna 900 personen volgde.
In 2022 volgde degradatie naar de 2. divisjon.

## Overzichtslijsten

### Eindklasseringen vanaf 1974
| 7 |

| 6 |

| 1 |

| 9 |

| 5 |

| 7 |

| 4 |

| 4 |

| 3 |

| 4 |

| 8 |

| 10 |

| 10 |

| 9 |

| 6 |

| 7 |

|  |

|  |

|  |

|  |

| 6 |

| 2 |

| 9 |

| 10 |

| 1 |

| 6 |

| 4 |

| 2 |

| 3 |

| 3 |

| 7 |

| 10 |

| 4 |

| 5 |

| 4 |

| 3 |

| 2 |

| 1 |

| 10 |

| 4 |

| 7 |

| 3 |

| 4 |

| 6 |

| 3 |

| 1 |

| 13 |

| 13 |

| 15 |

| 4 |

| Niveau 2 | Niveau 3 | Niveau 4 | Niveau 5 |

De Noorse divisjons hebben in de loop der jaren diverse namen gekend, zie:  Eliteserien#Geschiedenis, 1. divisjon#Naamsveranderingen, 2. Divisjon.

### Seizoensresultaten vanaf 2019
| Seizoen | №  | Clubs | Divisie     | Duels | Winst | Gelijk | Verlies | Doelsaldo | Punten | Tsch |
| ------- | -- | ----- | ----------- | ----- | ----- | ------ | ------- | --------- | ------ | ---- |
| 2019    | 1  | 14    | 2. divisjon | 26    | 15    | 6      | 5       | 47–32     | 51     | ??   |
| 2020    | 13 | 16    | 1. divisjon | 30    | 9     | 7      | 14      | 45–56     | 34     | 200  |
| 2021    | 13 | 16    | 1. divisjon | 30    | 10    | 4      | 16      | 45–59     | 34     | 357  |
| 2022    | 15 | 16    | 1. divisjon | 30    | 4     | 8      | 18      | 34-69     | 20     | 650  |
| 2023    | 4  | 14    | 2. divisjon | 26    | 9     | 9      | 8       | 31-27     | 36     | 311  |